# Matylda Kretkowska
Matylda Kretkowska z domu Gutkowska (ur. 7 listopada 1917 w Charkowie, zm. 11 marca 1988 w Warszawie) – działaczka socjalistyczna i niepodległościowa. Ppor. Magda.

## Życiorys
Córka działacza socjalistycznego Jana Gutkowskiego. W 1918 rodzina powróciła do Warszawy, gdzie Kretkowska ukończyła szkołę powszechną, a w latach 1932–1937 Państwową Szkołę Przemysłową Żeńską. Do 1939 pracowała jako krawcowa w Spółdzielni Pracy „Inicjatywa”.
Z inspiracji brata Tadeusza, w 1930 wstąpiła do Czerwonego Harcerstwa TUR w Warszawie. Od 1933 kierowała XXI Gromadą żeńską na Czerniakowie. Od 1936 była hufcową Hufca Śródmieście i członkinią Rady Hufca w Warszawie. Od 1938 została członkinią Rady Głównej Czerwonego Harcerstwa TUR. Od 1933 była również członkiem zarządu koła OM TUR i dzielnicowej organizacji PPS.
We wrześniu 1939  wraz z innymi Czerwonymi harcerzami pracowała jako sanitariuszka w punkcie PCK, działała w Stołecznym Komitecie Samopomocy Społecznej.
Od października 1939 uczestniczka grupy konspiracyjnej Barykada Wolności, współpracownik „Biuletynu Informacyjnego” SZP. Na polecenie Stanisława Dubois koordynowała prace drukarni i organizacji kolportażu.
Od czerwca 1941 po wyjściu za mąż, za działacza Czerwonego Harcerstwa TUR Józefa Kretkowskiego wyjechała do Białej Podlaskiej. Oboje działali tam w konspiracji organizacji Polscy Socjaliści. Współorganizowała komitet okręgowy RPPS Podlasie. W latach 1943–1944 była łącznikiem z Komitetem Centralnym RPPS oraz odpowiadała za pracę polityczną w Milicji Ludowej RPPS i PAL. Od października 1944 zamieszkiwała wraz z mężem w Grójcu, gdzie w styczniu 1945 została ranna w trakcie bombardowania.
Od 1945 członek „lubelskiej” PPS awansowana do stopnia podporucznika. Weszła do Rady Kobiet CKW PPS. Od maja 1945 do maja 1946 pracowała w Komitecie PPS w Płocku, była również sekretarzem redakcji wydawanego przez PPS w Płocku „Robotnika Mazowieckiego”. Następnie wraz z mężem przeniosła się do Olsztyna, gdzie do lipca 1947 była sekretarzem okręgu Związku Zawodowego Pracowników Spółdzielczości.
Po przeprowadzce do Warszawy pełniła funkcję instruktora, w wydziale prasowym Zarządu Głównego Związku Zawodowego Pracowników Spółdzielczości. Od 1949 do 1952 pracowała w centrali „Samopomocy Chłopskiej”. Później kierowała działami kadr w Instytucie Przemysłu Skórzanego i Warszawskich Zakładach Garbarskich.
Była członkiem PZPR. W latach 1950–1952 wchodziła w skład Komitetu dzielnicowego na Żoliborzu. 
W latach 1965–1973 r. pracowała w biurze kadr Polskiej Akademii Nauk. W związku z udziałem syna w wydarzeniach marcowych w 1968 została ukarana naganą partyjną.
Od początku lat sześćdziesiątych współpracowała z Wojciechem Ziembińskim, uczestnicząc m.in. w licznych akcjach plakatowych. 
W latach siedemdziesiątych i osiemdziesiątych była współpracownikiem KOR, KSS „KOR”, Niezależnej Oficyny Wydawniczej uczestniczyła w wydawaniu „Biuletynu Informacyjnego” i „Robotnika” KOR. Sporządzała makiety i matryce dla wielu pism, poczynając od „Komunikatu” KOR. Uczyła technik drukarskich.
Po 13 grudnia 1981 przez kilka lat pracowała na rzecz „Tygodnika Mazowsze”, „Praworządności” i wielu innych pism podziemia, przepisując na maszynie rękopisy i maszynopisy na matryce.
Od 1987 współpracowała z nielegalną PPS. Uczestniczyła w redagowaniu wychodzącego w Płocku „Robotnika Mazowieckiego. Umarła nad makietą „Robotnika”.
Po jej śmierci w 1988 płockie wydawnictwa PPS do 1990 sygnowane były jako Wydawnictwo im. Matyldy Kretkowskiej „Magdy”.
Odznaczona w 1947 Krzyżem Grunwaldu III klasy, Krzyżem Partyzanckim i Krzyżem Kawalerskim Orderu Odrodzenia Polski w 1973.
W czerwcu 2008 Prezydent RP Lech Kaczyński, nadał jej pośmiertnie Krzyż Komandorski Orderu Odrodzenia Polski, jako współpracowniczce Niezależnej Oficyny Wydawniczej „za wybitne zasługi w działalności na rzecz przemian demokratycznych w Polsce”.
Jej synem był Sławomir Kretkowski, filmowiec, uczestnik wydarzeń marcowych w 1968, skazany wówczas na 1,5 roku więzienia. Współpracownik KOR.